# 이바돔
주식회사 이바돔은 대한민국의 외식 전문 기업이다.

## 개요
1993년 에덴축산으로 설립한 뒤 1999년 이바돔 감자탕으로 외식업에 진출하였다.
2001년에 출시된 등뼈찜이 대박을 거둔 이후 전국 곳곳에 가맹점을 개설하였다. 2006년에 이바지유통, 에덴축산과 부산지사 및 기타 매장을 합병한 주식회사 이바돔이 출범해 지금에 이르고 있다.
약 200여개의 직영, 가맹 매장을 운영하고 있고, 2015년 중국 매장 오픈, 2017년에는 미국에 법인을 설립했다.
2020년 2월 광주지방법원 파산1부에 법인 회생절차 신청을 했다.

## 연혁
- 1993 물류유통전문 (주)에덴축산 설립
- 2000 (주)이바돔 프랜차이즈 설립
- 2001 등뼈찜 특허 출원
- 2003 남도식 묵은지 개발
- 2006 가맹사업 전개
- 2010 감자탕 매장의 직영사업화
- 2011 아카데미 개관
- 2012 이바돔 감자탕 키즈앤카페
- 2014 이바돔 외식 Family
- 2014 영광공장 착공
- 2014 프랜차이즈대상 대통령상 수상
- 2015 중국상해에 중국법인 및 직영매장 1호 설립
- 2016 글로벌 유통 허브 영광 생산물류센터 가동